# Этилметилгидроксипиридина сукцинат
Этилметилгидроксипиридина сукцинат, ЭМГПС — химическое вещество, модифицированная молекула витамина B6. Относится к классу 3-оскипиридинов. По заявлению производителей, является антиоксидантом, оказывающим антигипоксическое, мембранопротекторное, ноотропное, противосудорожное и анксиолитическое действие.
Этилметилгидроксипиридина сукцинат применяется в России как нейропротектор и включен в перечень жизненно необходимых и важнейших лекарственных препаратов (ЖНВЛП) Минздрава РФ.
Этот препарат известен только в России и сопредельных странах, в западных странах в медицинской практике не применяется, научные доказательства его эффективности отсутствуют.
Павел Воробьев, председатель 
формулярного комитета РАМН, внес мексикор в свой список "неэффективных
и бесполезных лекарств".
Слепые плацебо-контролируемые рандомизированные испытания
препарата на достаточном количестве испытуемых не проводились. Препарата нет в рекомендациях ВОЗ. Он не одобрен FDA и
Европейским агентством лекарственных средств. Препарат отсутствует в медицинской базе данных RxList.
На территории Европы, США, Канады, Великобритании,  Израиля и Австралии использование препарата запрещено в связи с отсутствием  слепых плацебо-контролируемых испытаний препарата международно признанными фармакологическими организациями.

## Химическое название
2-этил-6-метил-3-гидроксипиридина сукцинат

## Фармакологические свойства
ЭМГПС состоит из двух связанных соединений: 2-этил-6-метил-3-гидроксипиридина и сукцината. По утверждению производителя, оказывает антиоксидантный, антигипоксантный, ноотропный, антиамнестический, анксиолитический и мембраностабилизирующий эффекты, а также уменьшение глутаматной эксайтотоксичности.

## Эффективность и безопасность
Научные доказательства эффективности этилметилгидроксипиридина сукцината при лечении последствий инсульта, нарушений мозгового кровообращения и гипоксии мозга отсутствуют, все имеющиеся исследования не соответствуют критериям доказательной медицины. В некоторых случаях препарат применяется без соблюдения рекомендаций, указанных производителем в инструкции к лекарственному средству.

### Клинические исследования
Исследования надлежащего качества по этилметилгидроксипиридина сукцинату отсутствуют.
На 2014 год в международных базах данных научных статей существовало единственное клиническое исследование, дизайн которого мог бы  позволить сделать выводы высокой степени убедительности: двойное слепое плацебо-контролируемое исследование ЭМГПС в остром периоде ишемического инсульта 2006 года. Однако при его анализе выявились серьёзные недостатки дизайна: малое число пациентов, существенная разница между группами лекарства и плацебо, отсутствует ключевая информация о пациентах. В результатах работы величина эффекта в группах плацебо и лекарства небольшая и может быть связана с разницей между пациентами, отобранными в каждую группу. Также имеются противоречия в числовых данных, указанных в разных частях статьи. Такие недостатки статьи не позволяют согласиться с выводом, сделанным её авторами, которые посчитали этилметилгидроксипиридина сукцинат эффективным при инсульте.
Два российских мета-анализа  ЭМГПС, включающих одно двойное слепое исследование при терапии инсульта с небольшой группой пациентов, опубликованы в статье Вознюка с соавторами, и Захарова с соавторами.

## Применение
Согласно инструкциям производителей, этилметилгидроксипиридина сукцинат в разных лекарственных формах можно применять при острых нарушениях мозгового кровообращения, черепно-мозговых травмах, дисциркуляторной энцефалопатии, хронической ишемии мозга, синдроме вегетативной дистонии, когнитивных и тревожных расстройств. Также производители рекомендуют мексикор в комплексной терапии острого инфаркта миокарда, первичной открытоугольной глаукомы, абстинентного синдрома при алкоголизме, острой интоксикации антипсихотическими средствами, а также при острых гнойно-воспалительных процессах в брюшной полости. При этом единственное (небольшое) слепое клиническое исследование проводилось только при терапии острой фазы инсульта; остальные варианты терапии, рекомендуемые производителем, не были испытаны в двойных слепых плацебо-контролируемых испытаниях.

## География производства и использования
Препараты на основе ЭМГПС производятся в России, Белоруссии, Украине. Также зарегистрированы в Азербайджане, Армении, Грузии, Казахстане, Кыргызстане, Молдове, Монголии, Таджикистане, Туркменистане, Узбекистане.